# Rhynchosia phaseoloides
Rhynchosia phaseoloides är en ärtväxtart som först beskrevs av Olof Swartz, och fick sitt nu gällande namn av Dc. Rhynchosia phaseoloides ingår i släktet Rhynchosia och familjen ärtväxter. Inga underarter finns listade i Catalogue of Life.